# Phyllanthus songboiensis
Phyllanthus songboiensis är en emblikaväxtart som beskrevs av Thin. Phyllanthus songboiensis ingår i släktet Phyllanthus och familjen emblikaväxter.
Artens utbredningsområde är Vietnam. Inga underarter finns listade i Catalogue of Life.